# Pujali
Pujali là một thành phố và khu đô thị của quận South Twentyfour Parganas thuộc bang Tây Bengal, Ấn Độ.

## Địa lý
Pujali có vị trí 22°28′04″B 88°08′43″Đ / 22,4678722°B 88,145241°Đ Nó có độ cao trung bình là 9 mét (19 feet).

## Nhân khẩu
Theo điều tra dân số năm 2001 của Ấn Độ, Pujali có dân số 33.863 người. Phái nam chiếm 52% tổng số dân và phái nữ chiếm 48%. Pujali có tỷ lệ 61% biết đọc biết viết, cao hơn tỷ lệ trung bình toàn quốc là 59,5%: tỷ lệ cho phái nam là 68%, và tỷ lệ cho phái nữ là 55%. Tại Pujali, 13% dân số nhỏ hơn 6 tuổi.